# آریستیدس پتروت
آریستیدس پتروت (انگلیسی: Aristides Pertot؛ زادهٔ ۲۴ سپتامبر ۱۹۷۶) بازیکن فوتبال اهل آرژانتین است.
از باشگاه‌هایی که در آن بازی کرده‌است می‌توان به باشگاه فوتبال تامپره یونایتد، باشگاه فوتبال تورون پالوسئورا، و باشگاه فوتبال اینتر تورکو اشاره کرد.